# Rhodella
Rhodella L. Evans, 1970 é o nome botânico de um gênero de algas vermelhas unicelulares da família Rhodellaceae.

## Espécies
- Rhodella cyanea C. Billard & J. Fresnel 1986

= Neorhodella cyanea J. Scott, A. Yokoyama, C. Billard, J. Fresnel & J.A. West in Scott et al. 2008
- Rhodella grisea (Geitler) J. Fresnel, C. Billard, F. Hindák & B. Pekárková 1983

= Dixoniella grisea (Geitler) J.L. Scott, S.T. Broadwater, B.D. Saunders, J.P. Thomas & P.W. Gabrielson 1992
- Rhodella maculata L. Evans 1970
- Rhodella reticulata Deason, G.L Butler & C. Rhyne 1983

= Dixoniella grisea (Geitler) J.L. Scott, S.T. Broadwater, B.D. Saunders, J.P. Thomas & P.W. Gabrielson 1992
- Rhodella violacea (Kornmann) Wehrmeyer 1971